# Hans Herbert Becker
Hans Herbert Becker (* 1. April 1914 in Limbach; † 19. Februar 2008 in Dortmund) war ein deutscher Pädagoge und Universitätsprofessor für Erziehungswissenschaft.

## Werdegang
Hans Herbert Becker, kurz auch Herbert Becker genannt, wurde als Sohn des Friseurs Emil Otto Becker und seiner Ehefrau Frieda Ella Becker, geborene Schindler, geboren. 1925 starben seine Eltern kurz nacheinander. 1928 bekam er eine Freistelle an der Fürstlich-Schönburgischen Deutschen Oberschule in Waldenburg (Sachsen). Er legte 1933 sein Abitur ab und studierte von 1933 bis 1937 Pädagogik, Psychologie, Philosophie, Deutsch und Englisch für das Lehramt am Pädagogischen Institut der Universität Leipzig sowie an der Universität Jena. Becker hörte Philosophie bei Theodor Litt und Hans-Georg Gadamer. In Leipzig wurde er mit der Arbeit zum Thema Manneszucht und Persönlichkeit. Eine Grundfrage der Wehrmachterziehung zum Doktor der Philosophie promoviert.
Becker trat in den Schuldienst, unterbrochen 1937, als er für zwei Jahre zum Wehrdienst eingezogen wurde. Im Oktober 1939 heiratete er die Pädagogin Irmtraud Gerlach. Sie bekamen bis 1942 zwei Kinder. Noch vor Ende seiner Wehrdienstzeit brach der Zweite Weltkrieg aus und Becker war in der Folge in verschiedenen Ländern im Kriegseinsatz, ab 1943 in Sizilien, wo er an Malaria erkrankte. Er kam in britische Kriegsgefangenschaft, aus der er im August 1945 entlassen wurde.
Um zu seiner Familie nach Thüringen zurückzufinden, meldete er sich bei der sowjetischen Kommandantur. Da er kein Mitglied der NSDAP gewesen war, wurde er ab September 1945 als Lehrer an einer Schule in Uhlstädt eingesetzt. Im Wintersemester 1945/46 gab er Seminare an der Pädagogischen Fakultät der Friedrich-Schiller-Universität Jena. Becker war evangelisch. Ende 1945 zog Becker mit seiner Familie nach Halle, wo er mit der christlichen Leitung der Franckeschen Stiftungen gute Kontakte pflegte.
Nach langer Krankheit, der Geburt des dritten Kindes und dem Eintritt in die SED wurde er 1947 zum außerordentlichen Universitätsprofessor mit vollem Lehrauftrag an der Pädagogischen Fakultät der Universität Halle berufen. Becker habilitierte 1954 an der Universität Halle mit dem Werk Zur Frage der Grundbegriffe in der Pädagogik. Ab 1954 war er dort an der Pädagogischen Fakultät Professor für Pädagogik mit Lehrstuhl und übernahm 1955 die Leitung der Abteilung für Systematische Pädagogik und der Abteilung für Außerschulische Pädagogik. Nachdem Becker mit seinen wissenschaftlichen Positionen zunehmend aneckte und es mehrfach zu turbulenten Auseinandersetzungen kam, wurde das Leben in Halle immer schwieriger.
Im Jahr 1957 flüchtete die Familie getrennt in den Westen. Beckers Frau übernahm 1957 die Leitung des evangelischen Bugenhagen-Internats des Ostseegymnasiums in Timmendorfer Strand (Schleswig-Holstein). Becker selbst nahm einige Zeit pädagogische Aushilfsarbeiten an und bekam 1958 einen Forschungsauftrag der Deutschen Forschungsgemeinschaft aus dem der Text Wissenschaftscharakter der Pädagogik resultierte. Aufgrund einer Denunziation haben sich Beckers Hoffnungen auf einen Lehrstuhl an der Universität Dortmund zerschlagen.
Im Juni 1964 wurde er zum ordentlichen Professor für Allgemeine Pädagogik an die Pädagogische Hochschule Ruhr (Abteilung Dortmund) berufen und 1968 zum Direktor des Instituts für Pädagogik und Philosophie ernannt. Von 1968 bis 1970 war Becker Mitglied des Senats, ab 1971 Prodekan der Abteilung Dortmund, von 1975 bis 1977 erneut Senatsmitglied und ab 1975 Mitglied des Lehrauftragsausschusses der Pädagogischen Hochschule Ruhr. Er emeritierte 1979, hielt aber bis 1985 Lehrveranstaltungen ab, ab 1980 an der Universität Dortmund. Hans Herbert Becker hatte drei Kinder: Dierk, Gesine und Adelheid Becker.

## Forschung
Becker bemühte sich insbesondere um eine Fassung der pädagogischen Grundbegriffe auf dialektisch-materialistischer Grundlage. Er war an der Theorieentwicklung in der Pädagogik maßgeblich beteiligt.

## Veröffentlichungen (Auswahl)
- Zur Frage der Grundbegriffe in der Pädagogik. Habilitationsschrift. Halle 1954, DNB 480489815.
- Über Wesen und Gliederung wissenschaftlicher Pädagogik. Henn, Ratingen 1964, DNB 450294617.
- als Hrsg.: Anthropologie und Pädagogik. Neubearbeitet und erweitert. 3. Auflage. Klinkhardt, Bad Heilbrunn in Oberbayern 1977, ISBN 3-7815-0339-9 (Erstausgabe:  1967).
- Anthropologische Voraussetzungen einer Erziehung zur Freiheit und Verantwortung in Schule und Hochschule. 1969.
- Valentin Webefritz (Hrsg.): Zeitzeuge des 20. Jahrhunderts. Ein deutscher Universitätsprofessor berichtet aus seinem Leben in Freiheit und Unfreiheit. Mit einem Geleitwort des Rektors der Universität Dortmund Albert Klein. Universitätsbibliothek, Dortmund 2002, ISBN 3-921823-27-7 (tu-dortmund.de [PDF]).